# Майлс-Глейшер
Майлс-Глейшер (англ. Miles Glacier Bridge), известен как «Мост на миллион долларов» (англ. Million Dollar Bridge) — мост на Аляске, перекинут через реку Коппер. Его длина составляет 470 метров, он был построен в 1911 году, его стоимость составила 1,5 миллиона долларов (около 36 миллиона долларов в ценах 2016 года).
До 1938 года использовался как железнодорожный мост на железной дороге Copper River and Northwestern Railway, затем, после 20 лет бездействия, был преобразован в автомобильный, но в 1964 году был частично разрушен землетрясением. Остатки моста в 2000 году были внесены в Национальный реестр исторических мест США. В 2004—2005 годах мост был восстановлен — это обошлось в 20 миллионов долларов, причём было рассчитано, что это дешевле чем демонтировать его или полностью уничтожать, обрушая обломки в реку. В связи с тем, что с 1938 по 1958 год мост не функционировал, а с 1964 по 2005 год стоял разрушенный, получил прозвище «мост в никуда».